# 青島町
青島町（あおじまちょう）は静岡県の中部、志太郡に属していた町である。
現在の藤枝市南部、藤枝駅周辺にあたる。本項では町制前の名称である青島村についても記す。

## 地理
- 山：烏帽子山
- 河川：瀬戸川、内瀬戸谷川、栃山川

## 歴史
- 1889年（明治22年）4月1日 - 町村制の施行により、上青島村、瀬戸新屋村、下青島村、内瀬戸村、前島村、青木村、南新屋村、志太村、水上村、久兵衛市右衛門請新田、稲川村［一部］が合併して青島村が発足。
- 1922年（大正11年）1月1日 - 青島村が町制施行して青島町となる。
- 1954年（昭和29年）3月31日 - 藤枝町（大覚寺上・大覚寺下を除く）、高洲村、稲葉村、大洲村、葉梨村と合併して藤枝市が発足。同日青島町廃止。

## 交通

### 鉄道路線
- 日本国有鉄道
  - 東海道本線
    - 藤枝駅
- 静岡鉄道
  - 駿遠線
    - 志太駅 - 新藤枝駅

### 道路
- 国道1号（東海道）

## 名所・旧跡・観光スポット・祭事・催事
- 志太温泉